# Claude Carignan
Claude Carignan, né le 4 décembre 1964, est un avocat et un homme politique canadien du Québec. Il est maire de Saint-Eustache de 2000 à 2009. Depuis le 27 août 2009, il est membre du Sénat du Canada et représente la division de Mille Isles. Il est aussi membre du Conseil privé. 
Claude Carignan est admis au Barreau du Québec en 1988. Il est spécialisé principalement en droit public, municipal et du travail,. Il a été professeur de droit à l'Université du Québec à Montréal et à l'Université de Montréal. Il a aussi agi comme conseiller juridique et stratégique, principalement auprès de l'Action démocratique du Québec (ADQ) et de Mario Dumont. Sa conjointe, Me Brigitte Binette, et lui font partie du cabinet d'avocats Binette Carignan, situé à Saint-Eustache.  
Le 30 août 2013, le premier ministre du Canada, Stephen Harper, nomme le sénateur Carignan au poste de leader du gouvernement au Sénat. De 2015 à 2017, il est leader de l'opposition.   

## Biographie
Natif de Champlain, en Mauricie, Claude Carignan est marié à Me Brigitte Binette et père de trois enfants. 
Il fait son droit à l’Université de Sherbrooke avant d'obtenir un diplôme d'études supérieures spécialisées (DESS) en droit administratif à l’Université de Montréal. Depuis son admission au Barreau du Québec, en 1988, Claude Carignan pratique en droit civil, administratif, du travail ainsi que de la santé et des services sociaux. Il a aussi enseigné à l’Université de Montréal et à l’Université du Québec à Montréal. 
En mars 1994, Claude Carignan est l’un des fondateurs de l'Action démocratique du Québec (ADQ), qu’il appuie activement jusqu’en 2003. Il a agi maintes fois comme avocat-conseil pour le parti. 
En novembre 2000, Carignan est élu maire de Saint-Eustache. En 2001, il crée la Fondation Élite Saint-Eustache, offrant des bourses à des personnes s'illustrant dans les domaines sportif, culturel, humanitaire, etc,. Il fut aussi 2e vice-président de l’Union des municipalités du Québec. Claude Carignan a par ailleurs joué un rôle actif au sein de plusieurs comités et commissions de la Communauté métropolitaine de Montréal, en plus d’exercer les fonctions de vice-préfet de la MRC de Deux-Montagnes et de membre du conseil exécutif de la Conférence régionale des élus. De 2005 à 2009, il a aussi occupé la double responsabilité de vice-président du Conseil intermunicipal de transport des Laurentides (CITL) et de vice-président de l’Association des conseils intermunicipaux de transport du Québec. 
De 2007 à 2009, il a assumé la présidence du Centre d’expertise et de recherche en infrastructures urbaines (CERIU). En avril 2008, il est nommé président du Conseil sur les services policiers du Québec, organisme consultatif ayant pour mission de conseiller le ministre de la Sécurité publique du Québec sur tous les sujets relatifs à la police.  
Claude Carignan quitte la mairie de Saint-Eustache le 29 août 2009 à la suite de son entrée au Sénat. En effet, il est nommé sénateur pour la division de Mille Isles le 27 août précédent par la gouverneure générale, Michaëlle Jean, sur avis du premier ministre, Stephen Harper.
En mai 2011, Marjory LeBreton, leader du gouvernement au Sénat, le nomme leader-adjoint. À ce titre, le sénateur Carignan appuie la leader du gouvernement dans le cheminement des priorités du gouvernement à la chambre haute. Il joue aussi un rôle-clé pour s’assurer du respect des règles parlementaires lors des débats en chambre, en plus d’assister ses collègues sénateurs dans toutes les questions relatives aux affaires parlementaires. Le 30 août 2013, Stephen Harper le nomme leader du gouvernement au Sénat. Il entre également au Conseil privé. Il a aussi siégé au Comité des opérations du Cabinet de septembre 2013 à novembre 2015. Enfin, le 4 novembre 2015, le sénateur Carignan devient leader de l’opposition au Sénat et ce, jusqu'en 2017. 
Claude Carignan est à l'origine de la Loi sur la protection des sources journalistiques, qu'il dépose au Sénat sous le nom de projet de loi S-231 à l'automne 2016. Après avoir été adoptée par la Chambre des communes, elle entre en vigueur à l'automne 2017. En décembre de la même année, cette loi est citée comme exemple à suivre par la Commission sur la protection de la confidentialité des sources journalistiques, mise sur pied par le gouvernement du Québec. En septembre 2019, la loi a été invoquée par la Cour suprême dans son jugement permettant à la journaliste d'enquête Marie-Maude Denis de conserver l'anonymat de ses informateurs. En réaction à la décision de la Cour, Carignan a affirmé : « Le jugement d’aujourd’hui confère au projet de loi S-231 son caractère permanent et inaliénable. C’est une grande victoire pour le monde journalistique et, par voie de conséquence, pour la santé de notre démocratie canadienne. »

### Résultats électoraux
|                                                                                               | Nom                     | Parti               | Nombre de voix | %      | Maj.  |
| --------------------------------------------------------------------------------------------- | ----------------------- | ------------------- | -------------- | ------ | ----- |
|                                                                                               | Jean-Guy Paré (sortant) | Parti québécois     | 11 496         | 47,6 % | 2 348 |
|                                                                                               | Christian Lessard       | Libéral             | 9 148          | 37,9 % | -     |
|                                                                                               | Claude Carignan         | Action démocratique | 3 486          | 14,4 % | -     |
| Total                                                                                         | Total                   | Total               | 24 130         | 100 %  |       |
| Le taux de participation lors de l'élection était de 81,5 % et 315 bulletins ont été rejetés. |                         |                     |                |        |       |